# Juan Luis Mora
Juan Luis Mora Palacios (Aranjuez, 12 juli 1973) is een Spaans voetballer. Hij speelt als doelman en sinds 2005 staat Mora onder contract bij Valencia CF.

## Clubvoetbal
Mora speelde tot 1993 in de jeugd bij Real Aranjuez. Als profvoetballer stond hij vervolgens onder contract bij Real Oviedo (1993-1999), RCD Espanyol (1999–2002), Xerez CD (2002–2003) en UD Levante (2003–2005). Met RCD Espanyol won Mora in 2000 de Copa del Rey. In 2005 kwam de doelman bij Valencia CF als stand-in voor Santiago Cañizares. Nadat Cañizares in december 2007 door de Nederlandse trainer Ronald Koeman uit de selectie van Valencia CF was gezet en tweede doelman Timo Hildebrand geblesseerd was, speelde Mora tegen Real Zaragoza (2-2) zijn eerste wedstrijd in de Primera División voor Los Chés. Hij speelde een ongelukkige wedstrijd; Mora veroorzaakte eerst een strafschop die door Diego Milito werd benut en later in de wedstrijd tikte de keeper een voorzet van Sergio García in eigen doel.

## Nationaal elftal
Mora behoorde in 1996 tot de Spaanse selectie voor de Olympische Zomerspelen van Atlanta. Hij haalde met Spanje de kwartfinale van het voetbaltoernooi. In 1996 nam Mora met La Furía Roja ook deel aan het Europees kampioenschap voetbal onder 21.
1 Mora ·
2 Mendieta ·
3 Aranzábal ·
4 Navarro ·
5 Santi ·
6 Óscar ·
7 Raúl ·
8 Roberto ·
9 Corino ·
10 Ignacio ·
11 Idiakez ·
12 Karanka ·
13 Aizkorreta ·
14 Morientes ·
15 De la Peña ·
16 Lardín · 
17 Sietes ·
18 Dani ·
Coach: Clemente